# Apiloscatopse longipes
Apiloscatopse longipes är en tvåvingeart som beskrevs av Yang 1995. Apiloscatopse longipes ingår i släktet Apiloscatopse och familjen dyngmyggor.
Artens utbredningsområde är Zhejiang (Kina). Inga underarter finns listade i Catalogue of Life.